# Montagna (Quiliano)
Montagna è una frazione di 142 abitanti del comune di Quiliano, in provincia di Savona, posta sulle Alpi Liguri a 264 metri di altezza.

## Storia
La frazione era dotata di una propria scuola elementare ed è sede parrocchiale. La Chiesa di San Michele è molto antica, forse di origine longobarda, e ospita un altare del decennio 1570-1580 considerato un'opera giovanile di Bernardo Castello.
In località Veirasca, a breve distanza dal centro abitato, furono eseguite nel XIX e nel XX secolo varie prospezioni minerarie in vista di un possibile sfruttamento di un giacimento di piombo aergentifero. L'attività mineraria nella zona è però già testimoniata nel XV secolo.

## Geografia fisica
Il borgo è situato su un bricco alle pendici della Rocca dei Corvi (792 metri), dalla cui cima si gode di un ampio panorama sulla vallata  del torrente Quiliano. A breve distanza sono situate le valli di Vado Ligure e del Quiliano.

## Attività
La principale attività agricola della frazione è a raccolta delle olive.
Molte passeggiate ed escursioni partono da Montagna, per raggiungere i monti o i vicini paesi; particolarmente famoso è l'itinerario per la cascata della Donaiola. Tra queste la strada dei 5 ponti, che parte da sopra il paese e arriva alle Rocche Bianche, poste tra le due valli.

## Edifici religiosi
- Parrocchiale di San Michele
- Oratorio di San Michele